# Gruta de Jeita
La gruta de Jeita (àrab: مغارة جعيتا, maḡārat Jaʿītā) és un complex de dues coves de pedra calcària càrstica, separades però alhora connectades, totalitzant una longitud d'aproximadamt 9 km. Les coves queden en la vall de Nahr al-Kalb, en la localitat de Jeita, a 18 km al nord de la capital libanesa, Beirut. Encara que habitada en la prehistòria, la caverna inferior només va ser descoberta el 1836 pel britànic William McLure Thomson i només pot ser visitada en petites embarcacions, doncs està inundada pels canals d'un riu subterrani que abasteix d'aigua potable més d'un milió de libanesos.

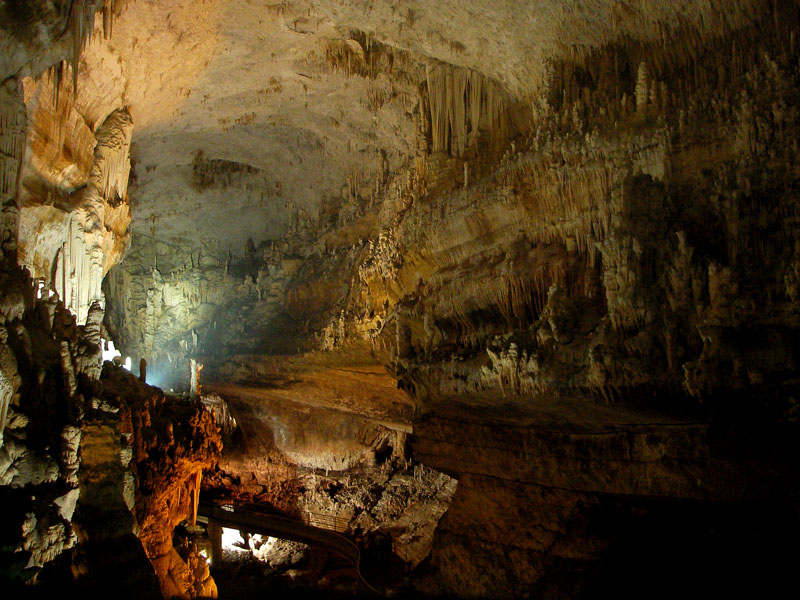
Cova superior

El 1958, espeleòlegs libanesos van descobrir les galeries superiors, 60 m per sobre de la caverna inferior. Aquestes van ser connectades amb un túnel d'accés i es van habilitar passos per a que els visitants hi puguin accedir. En la part alta d'aquesta caverna té una de les majors estalactites del món, que alhora és composta per una sèrie de divisions que tenen pics d'aproximadament 120 metres d'altura.
A més de ser un símbol nacional del Líban i una destinació turística per excel·lència, la cova de Jeita té un paper social, econòmic i cultural important. Va ser finalista en el concurs de les Set meravelles naturals del món, que es van escollir per votació popular l'any 2011.